# 赖高淮
赖高淮（1934年2月—2023年4月20日），男，汉族，四川泸州人，中国酿酒专家，国家级非物质文化遗产项目泸州老窖酒酿制技艺代表性传承人，曾任第八、九届全国政协委员。